# 一半海水，一半火燄
《一半海水 一半火燄》是一部2008年的電影，由星皓娱乐有限公司出品，曾參加康城影展。男主角廖凡及女主角莫小奇分別入圍第45屆金馬獎最佳男主角及最佳女主角提名，同時亦獲最佳劇情片、最佳攝影、最佳美術設計多項提名。改编自王朔的同名长篇小说。

## 劇情
该片讲述出狱之后的皮条客和敲诈犯“王耀”和酒吧女侍“应丽川”之间的爱恨情仇。

## 演出
| 演员   | 角色       | 备注  |
| 廖凡   | 王耀       |       |
| 莫小棋 | 应丽川     |       |
| 曾国祥 | 三哥手下   |       |
| 梁家仁 | 三哥       |       |
| 海一天 | 郑重       |       |
| 罗仲谦 | 丽川弟弟   |       |
| 鲍起静 | 丽川母亲   |       |
| 谷峰   | 侍者       |       |
| 林雪   | 棍子       |       |
| 雷小明 | 棍子手下   |       |
| 黄文成 | 棍子手下   |       |
| 赵会南 | 卫宁       |       |
| 许绍雄 | 嫖客罗先生 |       |
| 哈达   | 吕岩       |       |
| 任达华 | 老张       | [ 4 ] |
| 周楚楚 | 小白       | [ 4 ] |
| 马高强 | 嫖客       |       |
| 郑丹瑞 | 嫖客       |       |

## 奖项
该片入围第61届戛纳电影节和第33届多伦多国际电影节，在第45届台湾金马奖上荣获5个提名。
| 年份 | 奖项                 | 分类                             | 结果 | 备注  |
| ---- | -------------------- | -------------------------------- | ---- | ----- |
| 2008 | 第45届金马奖         | 最佳影片                         | 提名 | [ 3 ] |
| 2008 | 第45届金马奖         | 最佳男主角奖（廖凡）             | 提名 | [ 3 ] |
| 2008 | 第45届金马奖         | 最佳女主角奖（莫小奇）           | 提名 | [ 3 ] |
| 2008 | 第45届金马奖         | 最佳摄影奖（陈莹、陈楚强）       | 提名 | [ 3 ] |
| 2008 | 第45届金马奖         | 最佳彩色影片美术设计奖（郭少强） | 提名 | [ 3 ] |
| 2009 | 第28屆香港電影金像獎 | 最佳新演員（莫小奇）             | 提名 |       |

## 外部連結
- Yahoo奇摩電影上《一半海水，一半火燄》的資料（繁體中文）
- MSN娛樂上《一半海水，一半火燄》的資料（繁體中文）

- 開眼電影網上《一半海水，一半火燄》的資料（繁體中文）
- 豆瓣电影上《一半海水，一半火燄》的資料 （简体中文）
- 时光网上《一半海水，一半火燄》的資料（简体中文）
- AllMovie上《一半海水，一半火燄》的资料（英文）
- 爛番茄上《一半海水，一半火燄》的資料（英文）
- 香港影庫上《一半海水，一半火燄》的資料（繁體中文）
- 互联网电影数据库（IMDb）上《一半海水，一半火燄》的资料（英文）